# Havanirooz
Havanirooz (en persan:هوانیروز , persian pronunciation: [hævɒːniːɾuːz]), ou Aviation de l'armée de terre de la république islamique d'Iran (en persan : هواپیمایی نیروی زمینی جمهوری اسلامی ایران), est l'aviation sous la contrôle de l'armée de terre d'Iran. C'est le service d' aviation légère le plus professionnel avec une flotte hélicoptère nombreuse dans Moyen-Orient, avec plus de 300 hélicoptères pour l' attaque et le transport . Il est aussi le plus expérimenté dans la région, ayant participé à la guerre Iran-Irak, dans laquelle Havanirooz a joué un rôle considérable dans la destruction et la défaite des armées irakiennes envahissantes.
Son rôle principal est l'appui aérien rapproché des forces terrestres dans l'opération militaire, en plus sa participation dans des missions de gestion des urgences, telles que la recherche et le sauvetage, l'évacuation sanitaire et la lutte contre les incendies de forêt sont les missions de cette branche militaire.
Les membres de Havanirooz ont les mêmes insignes de grade et les mêmes titres que le reste de l'armée .

## Mission
Sa mission est principalement la couverture aérien des forces terrestres. Son rôle militaire comprend les missions d'assaut, la guerre anti-char, la reconnaissance, la liaison, l'escorte des colonnes militaires et le transport, les opérations spéciales, les opérations d'infiltration, la direction des tirs d'artillerie et de mortier, en tant que force de couverture, offrant des tirs de suppression, éclairant le champ de bataille, la recherche et le sauvetage au combat (CSAR), ainsi que des combats air-air (voir la section # Guerre Iran-Irak).
Outre les tâches militaires, Havanirooz est également impliqué dans des tâches civiles, y compris la gestion des urgences (lutte contre les incendies, évacuation sanitaire, recherche et sauvetage) et la photographie aérienne .

## Histoire

### Aviation de l'armée impériale iranienne

Le sceau officiel de l'aviation de l'armée impériale iranienne

Le noyau de la force a été créé en 1962 sous le nom de Aviation de l'armée impériale iranienne (IIAA) à l' époque Pahlavi dans le cadre de l' armée impériale iranienne avec 6 avions Cessna 180 (U-17) et 6 pilotes basés à Ispahan. Pendant ce temps, des officiers ont été envoyés aux États-Unis pour y être formés. Le nombre d'avions était de 30 en 1966. Cette année-là, 17 hélicoptères Kaman HH-43B Huskie ont été achetés aux États-Unis. L'Iran a également reçu 12 Cessna O-2A (qui peuvent encore voler mais qui sont hors service). En 1971, l'unité est passée d'un bataillon d'aviation à un régiment d'aviation, avec l'achat d' hélicoptères Agusta-Bell 205A Iroquois et Agusta-Bell 206 JetRanger fabriqué en Italie. Des officiers sont envoyés en Italie pour les cours de vol et techniques connexes. Les Cessna ont été progressivement mis hors service lorsque les 205A sont devenus opérationnels.

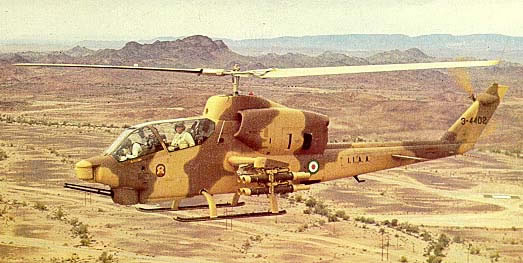
Un AH-1J International de l'aviation de l'armée impériale iranienne

En 1973, un groupe de conseillers américains est arrivé en Iran pour évaluer la géographie et le climat du pays, et finalement il a été décidé d'établir trois unités de combat à Kermanchah, Masjed Soleiman et Kerman, et une unité de soutien général à Ispahan, et un centre de formation de pilote et technique de la base aérienne de Vatanpour ; au total, 202 hélicoptères Bell AH-1J International (dont 62 compatibles TOW) et 287 hélicoptères Bell 214A / C Isfahan ont été achetés aux États-Unis, et des formateurs américains ont été stationnés dans les centres de formation d'Ispahan et de Kermanshah. L'Aviation de l'Armée était censée être pleinement opérationnelle en 1982 ; cependant, le projet a été interrompu par la Révolution de 1979,. L'Iran a également pris livraison de 70 Boeing (Elicotteri Meridionali) CH-47C Chinook et de 11 autres après la Révolution en Italie. 
L'aviation de l'armée impériale iranienne était l'une des forces iraniennes qui ont participé à la rébellion de Dhofar à Oman.

### Révolution de 1979
Après la révolution de 1979, Manouchehr Khosrodad, commandant de l’aviation impériale iranienne, fut exécuté.
La force, qui s'appelle maintenant l'aviation de l'armée de la République islamique d'Iran, a participé aux affrontements post-révolutionnaires avec les Kurdes à Kermanshah (comme en brisant le siège de Paveh) et dans les provinces du Kordestan.

### Guerre Iran-Irak
La guerre Iran-Irak a vu l'utilisation d'hélicoptères la plus intensive jamais vue dans un conflit conventionnel. IRIAA a volé plus de 300 000 heures en soutien direct des opérations tout au long de la guerre, en plus d'environ 59 000 heures en sorties d'entraînement, avec une moyenne de 100 heures de vol enregistrées par jour pendant la guerre.[réf. nécessaire]
Au cours des premiers mois de la guerre, l'aviation de l'armée, agissant généralement seule et utilisant les renseignements de la population locale, a réussi à empêcher les chars irakiens d'avancer dans les territoires occidentaux de l'Iran. Cela se faisait généralement en utilisant des unités constituées d'un AH-1J SeaCobras et d'un Bell 206 JetRanger. Parmi les Iraniens, les Cobra ont acquis une réputation aussi bonne que celles des F-14 Tomcat et du F-4 Phantom II .
Les AH-1J iraniens (en particulier ceux à capacité TOW ) ont été exceptionnellement efficaces dans la guerre anti-blindés, infligeant de lourdes pertes aux formations blindées et véhicules irakiennes. Lors d'opérations sur le terrain aride du Khouzistan et plus tard dans le sud de l'Irak, outre les tactiques standard, les pilotes iraniens ont développé des tactiques spéciales et efficaces, souvent de la même manière que les Soviétiques l'ont fait avec leurs Mi-24,. En raison des sanctions sur les armes post-révolution, les Iraniens ont équipé les AH-1J des missiles AGM-65 Maverick et les ont utilisés dans certaines opérations avec un certain succès,,.
À partir d'octobre 1980, les AH-1J se sont livrés à des combats air-air avec des hélicoptères irakiens Mil Mi-24 à plusieurs reprises pendant la guerre Iran-Irak (la seule guerre avec des « combats aériens » confirmés entre hélicoptères). Les résultats de ces engagements sont contestés. Un document a cité que des AH-1J iraniens ont affronté des hélicoptères irakiens Mi-8 et Mi-24. Des sources rapportent que les pilotes iraniens AH-1 ont atteint un taux de mortalité de 10: 1 par rapport aux pilotes d'hélicoptère irakiens au cours de ces combats (1: 5). De plus, une source déclare que 10 AH-1J iraniens ont été perdus pendant la guerre, contre six Mi-24 irakiens perdus. Les escarmouches sont décrites comme assez équitables dans une autre source. Le Mi-24 était plus puissant et plus rapide, mais l'AH-1J était plus agile. Il y a même eu des engagements entre des AH-1J iraniens et des aéronefs à voilure fixe irakiens. En utilisant leur gatling 20 mm, les AH-1J ont réalisés trois attaques décisives contre des MiG-21, réclamé un Su-20 et participé à la destruction d'un MiG-23.
Environ la moitié des AH-1J ont été perdus pendant le conflit à cause des combats, des accidents et de l'usure simple.
Ahmad Keshvari et Ali Akbar Shiroudi étaient deux pilotes éminents de l'IRIAA, tous deux tués dans la guerre Iran-Irak. Le 7 décembre, date de la mort d'Ahmad Keshvari, est le « Jour Havanirooz » du calendrier militaire iranien, et a été proposé par l'armée iranienne d'être ajouté au calendrier officiel iranien.

### Contemporain
De 1979 à 2011, plus de 800 000 heures de vol ont été enregistrées par le Havanirooz.[réf. nécessaire] Ainsi, de nombreux hélicoptères livrés avant la Révolution doivent être réparés et remis à neuf, la Société iranienne de soutien et de renouvellement d'hélicoptères (IHSRC ; également connu sous le nom de PANHA ou Panha) a été fondée à cet effet. L'Iran Aircraft Manufacturing Industrial Company (HESA) fabrique également de nouveaux hélicoptères, généralement basés sur ceux que l'Iran a déjà dans son arsenal.

## Équipement
| Aéronefs             |                    | Type            | variantes                    | Image |
| -------------------- | ------------------ | --------------- | ---------------------------- | ----- |
| Cessna 185 Skywagon  | États-Unis         | transport       |                              |       |
| Dassault Falcon 20   | France             | transport       |                              |       |
| Fokker F27           | Pays-Bas           | transport       |                              |       |
| Aero Commander       | États-Unis         | transport       |                              |       |
| Bell AH-1 Cobra      | États-Unis         | attaque         | AH-1J                        |       |
| Agusta-Bell 205      | Italie/ États-Unis | transport léger | AB-205A Iroquois             |       |
| Agusta-Bell 206      | Italie/ États-Unis | transport léger | AB-206 JetRanger Sabaviz 206 |       |
| Bell 214             | États-Unis         | transport moyen |                              |       |
| Boeing CH-47 Chinook | États-Unis         | transport lourd | CH-47C                       |       |

## Quartier général
- Centre de formation d'Ispahan
- 1re base de combat de Kermanshah
- Masjed Soleiman 2e base de combat
- 3e base de combat de Kerman
- 4e base de combat et de logistique d'Ispahan
- Base logistique de Qaleh Morghi
- Base de Havanirooz Mashhad
- Base de Havanirooz Tabriz

## Organisation
- Organisation des industries aéronautiques iraniennes (IAIO)
  - Société industrielle de fabrication d'aéronefs en Iran (HESA)
  - Société iranienne de soutien et de renouvellement des hélicoptères (IHSRC, également connue sous le nom de PANHA)